# Tal Banin
Tal Banin (på hebraisk: טל בנין) (født 7. marts 1971 i Haifa, Israel) er en tidligere israelsk fodboldspiller og nuværende træner, der spillede som central midtbanespiller. Han var primært tilknyttet hjemlige klubber, hvor han repræsenterede blandt andet Hapoel Haifa, Maccabi Haifa og Maccabi Tel Aviv, men var dog også udlandsprofessionel hos Cannes i Frankrig og Brescia i Italien.
Banin vandt med både Hapoel Haifa, Maccabi Haifa og Maccabi Tel Aviv det israelske mesterskab. I 1991 blev han kåret til Årets fodboldspiller i Israel.

## Landshold
Banin spillede mellem 1990 og 2002 hele 80 kampe for Israels landshold, hvori han scorede tolv mål. Hans første kamp var et opgør den 16. maj 1990 mod Sovjetunionen. Han var i en periode desuden holdets anfører.

## Titler
Israelske Mesterskab
- 1989 med Hapoel Haifa
- 1991 med Maccabi Haifa
- 2003 med Maccabi Tel Aviv